# راهدانة
راهدانة هي قرية في مقاطعة نقدة، إيران. يقدر عدد سكانها بـ 619 نسمة بحسب إحصاء 2016.